# Torre Melissa
Melissa is een plaats (frazione) in de Italiaanse gemeente Melissa.